# Paracetonurus flagellicauda
A Paracetonurus flagellicauda a sugarasúszójú halak (Actinopterygii) osztályának a tőkehalalakúak (Gadiformes) rendjébe, ezen belül a hosszúfarkú halak (Macrouridae) családjába tartozó faj.

## Rendszertani besorolása
Nemének egyetlen faja, bár egyesek a Pseudonezumia szinonimájának tartják.

## Előfordulása
A Paracetonurus flagellicauda legfőbb előfordulási területe az Atlanti-óceán északkeleti részén, a Közép-Atlanti-hátság és Európa, illetve Afrika között van. Az Indiai-óceán délnyugati részén, azaz Madagaszkár környékén is megtalálható.

## Megjelenése
Ez a hosszúfarkú halfaj legfeljebb 39,3 centiméter hosszú.

## Életmódja
Mélytengeri hal, amely 2250-4500 méteres mélységek között él.